# Економіка Мавританії
Основа економіки Мавританії — скотарство, рибальство та гірничодобувна промисловість. Основні види транспорт — автомобільний та морський. Довжина єдиної в країні залізниці близько 700 км. Вона з'єднує Нуадібу з колишнім і сучасними центрами видобутку залізняку — Фдеріком, Зуератом і Гельб-аль-Рхейном. У Нуакшоті і Нуадібу функціонують міжнародні летовища і великі морські порти, в тому числі рудоекспортний Кансадо (поруч з Нуадібу). Порівняно низький валовий внутрішній продукт (ВВП) та доходи на душу населення свідчать про приналежність Мавританії до категорії країн, що розвиваються з низьким рівнем прибутків.

## Історія
У 1960-і роки, коли почалася розробка залізняку, Мавританію відносили до країн, що розвиваються з невисоким середнім рівнем прибутків. Однак в 1970-і економіка країни була підірвана багаторічними посухами, нестабільною роботою гірничодобувної галузі і падінням світового попиту на залізняк. У 1980-і роки швидкими темпами розвивалося рибальство, яке стало приносити більші прибутки, ніж видобуток залізняку. Основні райони рибальства — р. Сенегал і прибережні води Атлантичного океану в районі Нуакшота.
За даними [Index of Economic Freedom, The Heritage Foundation, U.S.A., 2001]: ВВП — $ 1,2 млрд. Темп зростання ВВП — 3,5 %. ВВП на душу населення — $ 478. Прямі закордонні інвестиції — $ 0,1 млн. Імпорт (чай, цукор, рис і інші види продовольства, промислові товари і нафтопродукти) — $ 0,6 млрд (г.ч. Франція — 26 %; Бельгія-Люксембурґ — 8,9 %; Німеччина — 7,4 %; Іспанія — 6,9 %). Експорт (залізняк, гіпс, жива худоба, гуміарабік, фініки, шкіряна сировина) — $ 0,47 млрд (г.ч. Японія — 18 %; Франція — 17 %; Італія — 15 %; Іспанія — 10 %.

## Промисловість
У 1994 з приблизно 687 тис. чоловік працездатного населення у промисловому секторі було зайнято 80 тис. і в сфері обслуговування — 177 тис. Інші займалися натуральним землеробством і тваринництвом.

## Сільське господарство
До появи в Мавританії гірничодобувної промисловості і рибальства майже все населення країни було зайняте в сфері тваринництва і натурального землеробства. Землеробство зосереджене в долині р. Сенегал. Вирощують зернові культури, переважно просо, сорго, рис. Скотарі-кочовики на півночі країни розводять вівці, кіз і велику рогату худобу, а на крайній півночі — верблюдів. Виробництво фініків в оазах в 1994 становило 22 тис. т.

## Енергетика
Мавританія не має власних енергоносіїв. Декілька електростанцій, що виробляють бл. 150 млн кВт/год, діють на імпортному паливі. Електроенергія подається переважно на шахти і у великі міста.